# Why Not?
Why Not? – album studyjny nagrany przez kwartet amerykańskiego saksofonisty jazzowego Mariona Browna, wydany w 1968 roku nakładem ESP-Disk.

## Lista utworów
Opracowano na podstawie materiału źródłowego.
Wydanie LP
Strona A
| Nr | Tytuł utworu | Muzyka       | Długość |
| -- | ------------ | ------------ | ------- |
| 1. | „La Sorella” | Marion Brown | 11:31   |
| 2. | „Fortunato”  | Brown        | 8:35    |
|    |              |              | 20:06   |

Strona B
| Nr | Tytuł utworu | Muzyka | Długość |
| -- | ------------ | ------ | ------- |
| 1. | „Why Not”    | Brown  | 6:58    |
| 2. | „Homecoming” | Brown  | 10:15   |
|    |              |        | 17:13   |

## Twórcy
Opracowano na podstawie materiału źródłowego.
Muzycy:
- Marion Brown – saksofon altowy
- Stanley Cowell – fortepian
- Norris Jones – kontrabas
- Rashied Ali – perkusja

Produkcja:
- George Klabin – inżynieria dźwięku